# Claudia Arce
Claudia Arce Lemaitre (sinh ngày 4 tháng 4 năm 1991 tại Sucre, Bolivia) là một nữ diễn viên, ca sĩ, người mẫu người Bolivia. Cô cũng là một thí sinh của các cuộc thi sắc đẹp, được trao vương miện Bolivia năm 2009, đại diện cho Bang Chuquisaca. Trong suốt các phần thi trong cuộc thi, cô giành được danh hiệu Nụ cười đẹp nhất và giải Trang phục quốc gia xuất sắc nhất. Claudia đại diện cho Bolivia tham gia cuộc thi Nữ hoàng Thế giới 2009 tổ chức tại Berlin, Đức và Hoa hậu Hoàn vũ 2010, tuy nhiên cô không thành công. Cô là người phụ nữ đầu tiên sinh ra tại Department of Chuquisaca của Bolivia tham gia cuộc thi Hoa hậu Hoàn vũ.

## Tiểu sử
Cô bắt đầu học tập về kỹ thuật công nghiệp nhưng sau đó chuyển sang quản trị kinh doanh tại Đại học tư nhân Valley.
Claudia cũng giành giải nhất trong các cuộc thi Vật lý, Hóa học, Thiên văn học và Vật lý học quốc gia được tổ chức từ năm 2005 đến 2007. Năm 2008, cô được đề cử tham gia cuộc thi Olympic quốc tế về Thiên văn học và Vật lý thiên văn ở Indonesia.
Cô là một khách mời đặc biệt dịp kỷ niệm Hai thế kỷ tiếng kêu đầu cho tự do ở Nam Mỹ ở quê nhà của cô, Sucre, cũng như kỷ niệm hai trăm năm của La Paz.
Trong số các chương trình nghị sự trên cương vị là hoa hậu, Claudia chính thức đến thăm một số thành phố ở Beni và đi đến Lima, Peru để chụp ảnh cho danh mục cuối năm của Yanbal.
Claudia Arce là Hoa hậu Bolivia duy nhất cho đến nay có triều đại dài nhất trong lịch sử, do quyết định của tổ chức sự kiện thay đồi thời gian tổ chức sự kiện hàng năm vào tháng Tám thay vì tháng Năm như trước đó.
Từ tháng 11 năm 2011 đến tháng 12 năm 2011, Claudia Arce Lemaitre đi lưu diễn khắp Ấn Độ với tổ chức từ thiện cho trẻ em "Healthy Kids, Happy Kids". Được thành lập bởi Satish Sikha, họ cung cấp thực phẩm, quần áo và điều trị y tế cho hàng ngàn trẻ em có nhu cầu.
Từ năm 2013, cô trở thành một người dẫn chương trình giải trí và tin tức trong mạng truyền hình ATB của Bolivia và cũng là diễn viên trong một vài chương trình sân khấu địa phương.

## Video âm nhạc
Claudia hát và hành động trong một video âm nhạc "The Full Moon (Luna Llena)" đạo diễn và sản xuất bởi Gotham Skyline Productions.